# Janusz Kutyba
Janusz Ireneusz Kutyba (ur. 29 stycznia 1933 w Poznaniu, zm. 12 grudnia 2006 w Wieliczce) – kardiolog, społecznik, działacz NSZZ "Solidarność, radny Miasta Krakowa. 

## Życiorys
Syn Kazimierza i Marii. Po maturze podjął studia na krakowskiej Akademii Medycznej, które ukończył w 1956 roku. Jako specjalizację wybrał kardiologię. Pracował jako lekarz zakładowy w Zakładzie Materiałów Ogniotrwałych Huty im. Lenina w Nowej Hucie. W 1964 r. został asystentem w macierzystej uczelni, najpierw w I Klinice Chorób Wewnętrznych, a następnie w I Klinice Kardiologicznej. Był współzałożycielem i kierownikiem Oddziału Intensywnej Terapii.
Od września 1980 roku współorganizował struktury NSZZ „Solidarność” w środowisku medycznym Krakowa i Małopolski. Był delegatem na Zjazd Wojewódzki Delegatów w Tarnowie oraz I Krajowy Zjazd Delegatów w Gdańsku-Oliwie. Został członkiem Komisji Krajowej Pracowników Służby Zdrowia. 
Od 13 grudnia 1981 r. był współorganizatorem i działaczem podziemnej "Solidarności'. 22 grudnia 1982 uznany przez Sąd Rejonowy dla Krakowa-Śródmieścia (w trybie doraźnym) winnym działalności związkowej. Odstąpiono jednak od wymierzenia kary. 
W styczniu 1982 r. przy kościele Matki Bożej Królowej Polski (Arka Pana) w Nowej Hucie zorganizował aptekę i poradnię medyczną, które były jednocześnie punktem kontaktowym i miejscem kolportażu wydawnictw podziemnych. We wrześniu 1982 roku zainicjował wmurowanie tablicy z napisem „Pamięci ofiar stanu wojennego 13 XII 1981 – ludzie pracy Grzegórzek” przed bazyliką ojców jezuitów przy ul. Kopernika w Krakowie.  
Tablica wracała na swoje miejsce jeszcze dwukrotnie, za każdym razem była ponownie niszczona przez Służbę Bezpieczeństwa. Działał także w Duszpasterstwie Hutników przy kościele Matki Boskiej Częstochowskiej na nowohuckim osiedlu Szklane Domy. Był także redaktorem „Biuletynu Informacyjnego Solidarność” oraz wykładowcą Chrześcijańskiego Uniwersytetu Robotniczego im. kard. Stefana Wyszyńskiego przy parafii św. Maksymiliana Kolbego w Krakowie-Mistrzejowicach. Za swoją działalność był wielokrotnie zatrzymywany, przesłuchiwany, karany przez kolegium ds. wykroczeń. 
Po 1989 r. zaangażował się w działalność Komitetu Obywatelskiego na terenie Nowej Huty. W latach 1990–1994 był radnym Miasta Krakowa, należał do klubu Samorządnej Rzeczpospolitej. Pomagał przy organizacji warsztatów terapii zajęciowej Fundacji im. Brata Alberta na osiedlu Dywizjonu 303. W 2000 r. przeszedł na emeryturę, ale nadal prowadził prywatną praktykę lekarską.
Na emeryturze pracował społecznie w poradni Pomoc Bliźniemu przy parafii św. Klemensa w Wieliczce. Zmarł 12 grudnia 2006. Pochowany na cmentarzu w Wieliczce. 